# Arthrosphaera bicolor
Arthrosphaera bicolor är en mångfotingart som beskrevs av Pocock 1895. Arthrosphaera bicolor ingår i släktet Arthrosphaera och familjen Sphaerotheriidae. Inga underarter finns listade i Catalogue of Life.